# Na Jae-min
Na Jae-min (hangul: 나재민; rr: Na Jae-min, nascido em 13 de agosto de 2000), conhecido profissionalmente pelo seu nome artístico Jaemin (hangul: 재민), é um cantor, rapper, dançarino, modelo e ator sul-coreano. Ele é popularmente conhecido por ser membro do grupo NCT formado pela SM Ent, e sua subunidade NCT Dream.

## Início da vida
Jaemin nasceu em Jeonju, Coreia do Sul, em 13 de agosto de 2000. Estudou na Escola Primária Incheon Cheong-il; ele também estudou na Incheon Haewon Middle School e na School of Performing Arts Seoul (SOPA). 
Jaemin tornou-se trainee da SM Entertainment em 2013, depois de ser escalado pela equipe enquanto distribuía pôsteres e coletava lixo como voluntário com a mãe em um evento.

## Carreira

### 2014–2015: Pré-estreia e SM Rookies
Jaemin fez sua primeira aparição na televisão no Exo 90: 2014, um reality show que estrelou os colegas de gravadora EXO, ao lado de outros trainees. O show contou com performances de músicas dos principais ídolos do K-pop dos anos 90, bem como a recreação de videoclipes de músicas da época.
Ele participou de vários eventos, incluindo o SM Town Live World Tour IV, antes de ser formalmente apresentado como membro da equipe de treinamento pré-estreia, SM Rookies, em 22 de abril de 2015.
Em 2015, Jaemin apareceu no The Mickey Mouse Club do Disney Channel Korea como um Mouseketeer ao lado de outros membros do programa SM Rookies. O show foi ao ar de 23 de julho a 17 de dezembro de 2015 e foi apresentado por Leeteuk, do Super Junior.

### 2016–presente: NCT e esforços individuais
Em 25 de agosto de 2016, Jaemin foi anunciado como membro do NCT e sua terceira subunidade, NCT Dream, ao lado de Mark, Renjun, Jeno, Haechan, Chenle e Jisung. O grupo era formado pelos membros menores de 19 anos do NCT e fez sua estreia oficial em 24 de agosto de 2016 com o single "Chewing Gum".
Em 2 de fevereiro de 2017, antes do segundo lançamento do grupo "My First", foi anunciado que Jaemin havia sido colocado em hiato para se recuperar de uma hérnia de disco de longa data. Esse hiato continuou pelo resto do ano.

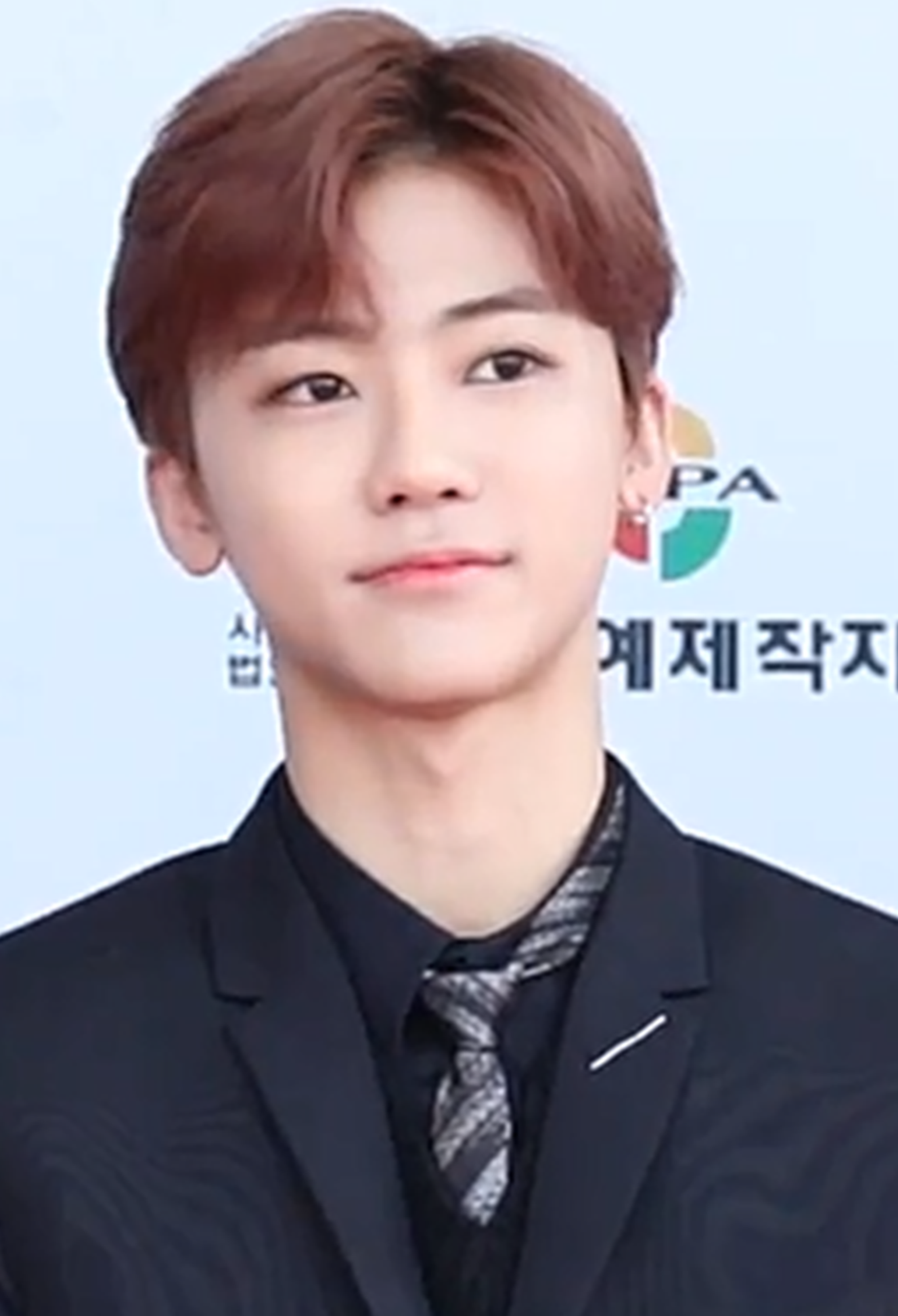
Jaemin no 24th Dream Concert de 2018

Jaemin fez seu retorno como parte do NCT 2018, um projeto especial envolvendo todos os 18 membros do NCT. Em 4 de março de 2018, ele retornou ao NCT Dream com o single "Go", promovido como parte do primeiro álbum do NCT, NCT 2018 Empathy. Isso marcou seu primeiro retorno desde a estréia da unidade. Ele também participou do single do NCT 2018 "Black on Black" do mesmo álbum, lançado em 18 de abril no mesmo ano.
Mais tarde naquele ano, Jaemin se juntou ao elenco para a segunda temporada do programa da tvN "My English Teen 100 Hours", um programa educacional de variedades em que os membros do elenco estudavam inglês intensivamente por 7 horas por dia, durante um período de 2 semanas. O elenco foi enviado ao exterior para testar sua aplicação do inglês na vida real. O show de variedades começou a ser exibido em 20 de maio.
Jaemin participou da composição da faixa "Dear Dream" no segundo EP do NCT Dream, We Go Up. O álbum foi lançado em 3 de setembro de 2018.  Ele também escreveu letras para várias faixas dos álbuns subsequentes do NCT Dream.
Em 13 de março de 2019, Jaemin, ao lado de Jeno e Jisung, membros do NCT Dream, representou estrelas do K-pop no "K-Wave & Halal Show" na Malásia. O evento de amizade entre a Coréia do Sul e a Malásia, contou com a presença do Presidente Moon, como parte de sua visita de Estado de três dias ao país..
Em abril daquele ano, Jaemin estreou como ator principal no curta-metragem da JTBC "Method to Hate You", baseado em um webtoon popular de mesmo nome.
Jaemin apareceu no programa de variedades de jogos Do You Want To Play? GG, onde as celebridades formaram uma equipe para jogar contra estudantes do ensino médio em uma variedade de jogos. O show começou a ser exibido em maio de 2019.

## Filantropia
Em novembro de 2018, Jaemin juntou-se ao Representante Especial da UNICEF na Coreia, Choi Siwon, no Vietnã, para a campanha de comemoração do Dia Mundial da Criança da UNICEF contra a violência escolar. Em março de 2019, Jaemin participou do evento "For Every Child" do comitê da UNICEF Coréia como representante da juventude, encontrando-se com a rainha Mathilde da Bélgica e o ex-presidente do Tribunal Penal Internacional Song Sang-hyun. Em maio do mesmo ano, Jaemin, juntamente com Jeno, membro do NCT Dream, visitou crianças que moravam em favelas na Indonésia com a organização não governamental baseada na Coreia do Sul, Good Neighbours.

## Filmografia

### Web
| Ano  | Título             | Canal         | Papel       | Notas              |
| ---- | ------------------ | ------------- | ----------- | ------------------ |
| 2018 | A-TEEN             | Naver TV Cast | Estudante   | Cameo; Episódio 20 |
| 2019 | Way To Dislike You | JTBC4         | Han Daegang | Papel principal    |

### Programas de variedade
| Ano       | Título                        | Canal                | Papel                 | Notas             |
| --------- | ----------------------------- | -------------------- | --------------------- | ----------------- |
| 2014      | EXO 90:2014                   | Mnet                 | Participação especial | Episódios 9-10    |
| 2015      | The Mickey Mouse Club         | Disney Channel Korea | Elenco principal      |                   |
| 2016      | NCT Life in Bangkok           | MBC Music            | Elenco principal      | Episódios 1, 4-6  |
| 2018-2019 | My English Puberty 100 Hours  | tvN                  | Elenco principal      | Segunda temporada |
| 2019      | Wanna Play? GG!               | Channel A            | Elenco principal      | Episódios 1-6     |
| 2020      | NCT Life: Dream in Wonderland | KT Seezn             | Elenco principal      |                   |

## Prêmios e indicações
| Ano  | Premiação             | Categoria           | Recipiente                       | Resultado | Ref.   |
| ---- | --------------------- | ------------------- | -------------------------------- | --------- | ------ |
| 2020 | The 6th Seoul Webfest | Melhor Ator Coreano | Han Daegang (Way To Dislike You) | Venceu    | [ 22 ] |